# Tietmaro de Lusacia
Tietmaro (IV) (n. h. 990; m. 10 de enero de 1030) fue conde del Schwabengau y Nordthüringgau desde 1010 y margrave de la Marca Sajona Oriental desde 1015 hasta su muerte. Fue hijo y sucesor del margrave Gerón II. Su madre se llamaba Adelaida.
En 1028, la Marca Sajona Oriental, con el resto de las marcas orientales, del ducado de Sajonia fueron atacadas por Miecislao II de Polonia. El emperador Conrado II se apresuró desde la Sajonia central y recorrió terreno muy áspero para asediar a los polacos en Bautzen. Mientras tanto, Bretislao, hijo de Oldrich de Bohemia, invadió y conquistó la Marca de Moravia, que había sido perdida en favor de Bohemia desde 1003. Conrado, sin embargo, no consiguió tomar Bautzen (1029) y volvió a Renania en invierno, dejando las defensas del reino en manos de Teodorico II de Wettin y Tietmaro, que murió a principios de enero. A su muerte, Miecislao atacó y destruyó varios cientos de pueblos alemanes. El revés fue severo: el este de la Marca Sajona Oriental se había perdido.
Fue enterrado en Helmarshausen. A Tiatmaro lo sucedió su hijo Odón II. Dejó una hija, Oda, quien se casó con Guillermo III de Weimar y luego con Dedo II de Wettin, que sucedió a su hermano Odón.